# Питалово
Питалово (на руски: Пыталово; на латвийски: Pitalova) е град в Русия, административен център на Питаловски район, Псковска област. Населението на града към 1 януари 2018 година е 5348 души. Градът е разположен на река Утроя, на 102 км от Псков.

## История
Първоначално е споменат като село. Съгласно условията, поставени от Рижките мирни договори (1920), част от Островския уезд (в т.ч. Питалово) е дадена на Латвия.
През 1925 г. е преименуван на Яунлатгале (Jaunlatgale, „нова Латгале“), през 1933 г. получава статут на град, а през 1938 г. е преименуван на Абрене.
През 1944 г. Питалово влиза в състава на Псковска област, а от 1945 г. отново носи името Питалово.